# Рельсовая комиссия
Рельсовая комиссия — комиссия по подготовке стандартов качества для рельсов. Создана в 1884 году.

## Характеристика комиссии
К 2023 г. проведено 139 заседания. Заседания проходят ежегодно. В состав комиссии входят представители РЖД, Евраза. В конце 1990-х годов Межведомственная рельсовая комиссия потеряла свою легитимность, так как эта комиссия образовывалась совместным приказом Министра чёрной металлургии и Министра путей сообщения СССР. Для того, чтобы восстановить легитимность Рельсовой комиссии, в соответствии с решением, принятым на заседании Рельсовой комиссии, в июле 2007 г. в Москве зарегистрировано некоммерческое партнерство «Рельсовая комиссия», которое является преемником и продолжателем деятельности Межведомственной рельсовой комиссии. Объединяет представителей железнодорожных и металлургических компаний (ОАО "РЖД", АО "НК "?ТЖ", ОАО "ВНИИЖТ", ООО "ЕвразХолдинг", "Уральский институт металлов", "Магнитогорский магнитно-калибровочный завод", ООО "УК Мечел-Сталь", АРБЗ) 
Работа Рельсовой комиссии делится на несколько этапов - 1) временных творческих коллективов, 2) академический с 1930х годов до 1960, 3) министерский с 1960, 4) этап НКО с 1991 
Сопредседатели НП «Рельсовая комиссия» — директор Проектно-конструкторского бюро по инфраструктуре ОАО «РЖД» А.А. Борецкий и технический директор АО «ЕВРАЗ ЗСМК» А.В. Головатенко.

## Заседания
- 80-я комиссия, Москва, 1964
- 96-я комиссия- Жданов, Азовсталь, 1980
- 112-я комиссия - Муром , 1996
- 115-я рельсовая комиссия, Москва, 1999
- 118-я комиссия - Новокузнецк, НКМК, 2002
- 120-я комиссия - Магнитогорск, 2004
- 121-я комиссия - Нижний Тагил, 2005
- 123-я комиссия- Новокузнецк, 2007, октябрь.
- 124-я комиссия- Нижний Тагил , НТМК, 2008
- 125-я комиссия- Калуга, Ремнутьман, октябрь 2009
- 126-я комиссия- Новокузнецк, НКМК, 2010
- 127-я комиссия-  Екатеринбург, УИМ, 2011
- 129-я комиссия — Новокузнецк, 2013
- 130-я комиссия — Новокузнецк, 2014
- 131-я комиссия — Челябинск, 2015
- 132-я комиссия - Иркутск, 2016
- 133-я комиссия - Актобе, Актюбинский рельсобалочный завод , 2017
- 134-я комиссия - Владивосток, ДВФУ, 2018
- 135-я комиссия - Новокузнецк , ЗСМК ,2019
- 136-я комиссия- видеоконференция
- 137-я комиссия - Челябинск, сентябрь 2021 года
- 138-я комиссия - Нижний Тагил, Леневка НТМК, сентябрь 2022 года
- 139-я комиссия - Тула, РЖД, сентябрь 2023 года
- 140-я комиссия - Новокузнецк, ЗСМК, октябрь 2024 года.

## Известные члены
- Павлов Вячеслав Владимирович
- Байков, Александр Александрович
- Белелюбский, Николай Аполлонович
- Витте, Сергей Юльевич
- Грдина, Юрий Вячеславович
- Грум-Гржимайло, Владимир Ефимович
- Николаи, Леопольд Федорович-один из председателей комиссии.
- Юрьев, Алексей Борисович
- Якунин, Владимир Иванович